# مه‌لقا جابری
مه‌لقا جابری دشتستانی (زاده ۲۷ خرداد ۱۳۶۸)، مدل و اینفلوئنسر ایرانی با اصالت اصفهانی است. او در اوایل دهه ۹۰ شمسی با به اشتراک گذاشتن تصاویری از زندگی روزمره خود در پلتفرم‌های شبکه‌های اجتماعی مانند فیس‌بوک و مای‌اسپیس، توجه زیادی را به خود جلب کرد و دنبال‌کنندگان بسیاری در میان کاربران ایرانی و عرب به دست آورد. پس از مهاجرت به ایالات متحده، جابری مدلینگ را با جدیت بیشتری از طریق اینستاگرام دنبال کرد و آن را به عنوان حرفه اصلی خود تثبیت نمود. 

## اوایل زندگی و حرفه
مه‌لقا جابری در ۲۷ خرداد ۱۳۶۸ در اصفهان، ایران به دنیا آمد. او کوچک‌ترین عضو خانواده خود است و سه خواهر بزرگ‌تر به نام‌های خاطره، راحله و آرزو دارد. خواهرش آرزو پیش‌تر مدل بوده و در زمینه مدلینگ فعالیت داشته است. مه‌لقا و آرزو مسیر مدلینگ را با مشارکت در پروژه‌های عکاسی خواهرشان، راحله، که عکاس حرفه‌ای است، آغاز کردند.
مه‌لقا در سال‌های نوجوانی فعالیت خود را به عنوان مدل چهره در سالن‌های زیبایی و مزون‌های لباس عروس در ایران شروع کرد. مجله «ونتی فِر چاپ عمارت» در شماره آگوست ۲۰۲۴ به نقل از مه‌لقا درباره چگونگی ورود او به صنعت مد نوشت:
«یک جلسه تزیین ناخن در سالن زیبایی‌ای در ایران زندگی او را برای همیشه تغییر داد. هنگامی که آرایشگر سالن از او پرسید آیا مایل است به‌عنوان مدل برای عکاسی عروس همکاری کند، این دیدار تصادفی جرقه‌ای شد که مسیر شغلی‌اش را به سوی دنیای مد سوق داد و درهای جدیدی را پیش روی او گشود.»
جابری در ۱۹.۵ سالگی خاک ایران را به مقصد آمریکا ترک کرد و توانست مدلینگ را با جدیت بیشتری در کالیفرنیا دنبال کند، او در سال ۲۰۰۹ اولین پروژه مدلینگ خود را با کمک خواهرش «راحله» برای وبسایت «دریمز تایم» انجام داد و سپس در سال ۲۰۱۲ موفق به انجام اولین کت‌واک خود به عنوان «مدل عروس» در فشن‌شو ایرانی «مجله عروس نگاه» در سن دیگو شد. او همچنین در مصاحبه با مجله «پُل» اظهار داشت که با حمایت خواهرش «راحله جابری» و سایر اعضای خانواده‌اش توانسته است تا مدلینگ را تبدیل به حرفه اصلی خود کند.
جابری در سال ۲۰۱۳ نیز موفق به همکاری با برند لباس عروس «پدرام پاشا» شد و در همان سال قراردادی را با «مایکل کاستلو» مالک برند «استلو» و «والتر مندز» امضا کرد، او همچنین در سال‌های ۲۰۱۴ و ۲۰۱۵ برای برندهای «پدرام پاشا»، «استلو»، «والتر مندز» و «روپلو کارینی» در «هفته مد لس آنجلس» بر روی استیج رفته و کت‌واک انجام داد. 

## سایر فعالیت‌ها
مه‌لقا جابری در سال ۲۰۲۱ به‌عنوان مدل در موزیک‌ویدیوی «هرم تو» از ابی، در کنار ایمان ناظم‌زاده ایفای نقش کرد. این موزیک‌ویدیو به کارگردانی جوئل نیکس و با اشعاری از شهریار قنبری، داستانی عاشقانه و شاعرانه را روایت می‌کند که با تصاویری بصری و تأثیرگذار، احساسات عمیق ترانه را به زیبایی به نمایش می‌گذارد.

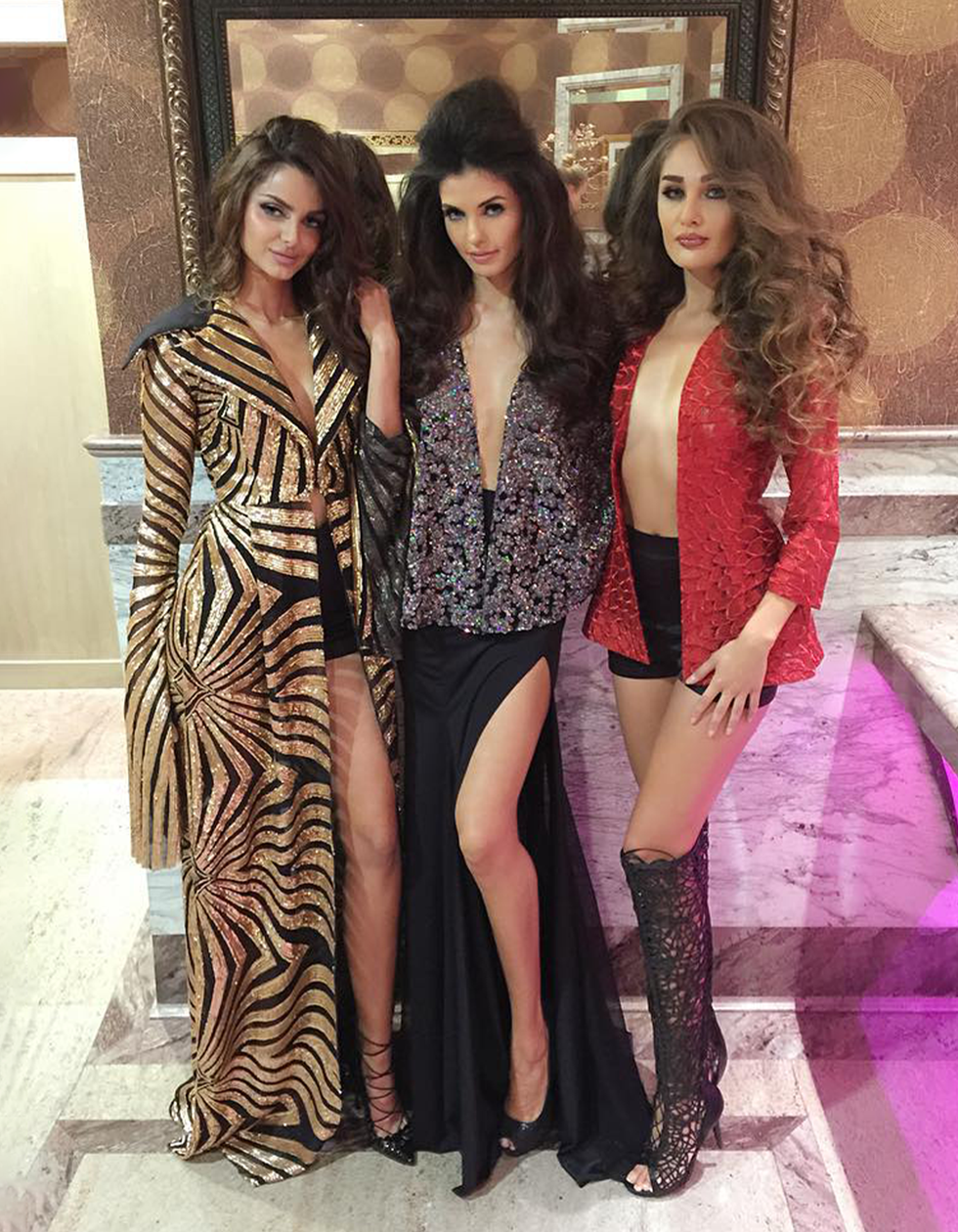
طلا گلزار، یسنیا اوسونو و مهلقا جابری در بک‌استیج فش شو «مایکل کاستلو» در ۸ اکتبر ۲۰۱۵ در لس‌آنجلس.

## حواشی

### بوراک اوزچیویت - ۲۰۱۷
در سال ۲۰۱۷، مهلقا جابری با درج نظر «Seni Seviyoruz» (به معنای «ما تو را دوست داریم» به زبان ترکی) ذیل پستی از بوراک اوزچویت، بازیگر برجسته ترک، جنجالی قابل‌توجه برانگیخت. این اظهارنظر اگرچه به افزایش شهرت و دیده شدن او در میان مخاطبان ترک کمک کرد، اما واکنش‌های منفی گسترده‌ای از سوی کاربران ایرانی و ترک در شبکه‌های اجتماعی به دنبال داشت. جابری در گفت‌وگویی با مجله ایرانی پل اظهار داشت که اوزچویت او را در اینستاگرام مسدود کرده و افزود: «مردم برداشت نادرستی از نظر من داشتند و آن را به اشتباه به این معنا تفسیر کردند که من عاشق او هستم؛ در حالی که این ادعا کاملاً بی‌اساس بود.»

### کِیرا لیندبوم - ۲۰۲۱
در سال ۲۰۲۱، کیراآ لیندبوم وبلاگنویس مطرح فنلاندی در مصاحبه با روزنامه فنلاند اظهار داشت که مه‌لقا جابری یکی از تصاویر او را دزدیده و فتوشاپ کرده است، او خطاب به مه‌لقا گفت: 
«برخی اینفلوئنسرها با فالوورهای میلیونی به‌صورت غیراخلاقی محتوای دیگران را کپی و دستکاری می‌کنند، که رفتاری کاملاً غیرحرفه‌ای است. در سال ۲۰۱۹، طی سفری به تولوم مکزیک، عکس‌های هنری از خود گرفتم و در اینستاگرام منتشر کردم. دو سال بعد، یکی از عکس‌هایم را در صفحه اینفلوئنسری به نام مه‌لقا جابری دیدم که با فتوشاپ چهره خود را جایگزین من کرده بود و ادعا داشت عکس متعلق به اوست، در حالی که بیش از صد هزار لایک گرفته بود!»
پس از بازتاب این خبر در رسانه‌های فنلاند و واکنش‌های انتقادی کاربران فنلاندی در زیر پست‌های مه‌لقا جابری، او در نهایت تصویر موردنظر را از صفحه اینستاگرام خود حذف کرد.

### جشنوارهٔ کن - ۲۰۲۳
جابری در سال ۲۰۲۳ در اعتراض به اعدام‌های پس از خیزش ۱۴۰۱ ایران با لباسی که گردنبندی به شکل طناب‌دار داشت روی فرش قرمز فیلم بلوط پیر در هفتاد و ششمین جشنواره فیلم کن حاضر شد. طراحی این لباس در میان انواع لباس‌های پر زرق و برق حاضران روی فرش قرمز مورد توجه قرار گرفت. به گفتهٔ جابری پشت این لباس جملهٔ «Stop Executions» درج شده بود که نیروهای حراست جشنواره مانع نشان دادن آن شدند. پس از آن جابری ویدئویی با همان لباس و با هشتگ #StopExecutionsInIran در اینستاگرامش منتشر کرد که او را در یک اتاق تاریک نشان می‌داد و با موسیقی غم‌انگیزی همراه بود. در زمانی کوتاه ویدئو و تصویر جابری به‌سرعت در فضای مجازی فراگیر شد و واکنش‌های متفاوتی از سوی روزنامه‌نگاران، تحلیلگران سیاسی و مقامات دولتی برانگیخت. برخی کاربران و حامیان، این اقدام او را ستودند و آن را تلاشی برای جلب توجه به مسائل اجتماعی ایران دانستند، درحالی‌که شماری از خبرنگاران و کاربران دیگر این ویدئو را غیرمسئولانه و جنجال‌برانگیز قلمداد کردند.